# Уоллес, Сиппи
 Сиппи Уоллес (англ. Sippie Wallace, урождённая Бьюла Белль Томас (англ. Beulah Belle Thomas); 1.11.1898, Плюм Баю, Арканзас, США — 11.11.1986, Детройт, Мичиган, США) — американская блюзовая и джазовая певица, пианистка и автор песен. Номинант Грэмми в номинации «Лучшая запись традиционного блюза» (1983). Лауреат Blues Music Awards Номинант в номинациях «Исполнительница традиционного блюза» (1982, 1986), «Альбом традиционного блюза» (1983), номинант Blues Music Awards в номинации «Исполнительница традиционного блюза» (1980, 1983, 1984). Введена в Зал славы блюза (2003).

## Биография
Сиппи Уоллес родилась в низинах Дельты в 1898 году, одной из 13 детей в музыкальной семье Джорджа и Фанни Томасов. Её братья Джордж Вашингтон Томас и Хершел Томас были известными пианистами и композиторами, так же как и племянница Хосиэль Томас (дочь Джорджа Вашингтона). Прозвище Сиппи получила ещё в средней школе:«Мои зубы стояли так далеко друг от друга, что мне приходилось всё время прихлёбывать» .
В раннем детстве семья переехала в Хьюстон. Там Сиппи Уоллес в юности пела и играла на пианино в церкви, где её отец был дьяконом, но вечерами вместе с братьями она выступала в популярных, так называемых «палаточных» шоу. Её карьера началась, когда в маленьком возрасте её попросили заменить кого-то в хоре. Певица продолжала там выступать до 16 лет, и заслужила твёрдую репутацию одухотворённой исполнительницы блюза, получив прозвище «Техасский соловей» . Кроме того, к середине 1910-х годов она играла в пьесах, танцевала в кордебалете, выступала в комедийных номерах и была помощницей заклинателя змей 
В 1915 году Сиппи Уоллес вместе с братом Хершелом переехала в Нью-Орлеан, где уже жил старший брат Джордж, и где двумя годами позже вышла замуж за Мэтта Уоллеса (до этого был кратковременный брак с Фрэнком Силсом). В доме Джорджа она познакомилась с таким известными музыкантами как  Кинг Оливер, Луи Армстронг, Сидни Беше, Кларенс Уильямс и Джонни Доддс. В 1923 году вместе с братьями переехала в Чикаго, где сумела пробиться на оживлённую джазовую сцену города. В этом же году она сумела подписать контракт с Okeh Records. Её первые две песни «Shorty George Blues» и «Up the Country Blues» авторства её брата Джорджа продавались очень хорошо («Shorty George Blues» разошёлся в количестве 100 тысяч копий что для того времени было немыслимой цифрой ), и сделали певицу звездой блюза 1920-х. Затем последовали другие записи, из которых можно выделить  «Special Delivery Blues» (где ей аккомпанировал Луи Армстронг), «Bedroom Blues» и «I’m a Mighty Tight Woman».
В 1929 году Сиппи Уоллес переехала в Детройт. К тому времени её младший брат уже умер (1926); в 1936 году умер её муж, в 1937 году погиб брат Джордж. С начала 1930-х и в течение почти 40 лет Сиппи Уоллес пела и играла на органе почти исключительно в баптистской церкви в Детройте, мало занимаясь блюзом . В тот период она работала медсестрой,  в 1930-х годах она также стала директором Национального съезда госпел-хоров. Лишь в 1966 году по настоянию подруги Виктории Спайвей вернулась в музыку и начала выступления на различных фолк- и блюз-фестивалях. В 1966 году певица выпустила альбом Women Be Wise и в том же году последовал ещё один альбом Sings the Blues. Эти записи вдохновили в будущем ставшую известной певицу Бонни Рэйтт петь блюз, она записала две песни Сиппи Уоллес  «Women Be Wise» и «Mighty Tight Woman» на своём дебютном альбоме 1971 года. В дальнейшем, в 1970—1980 годы две певицы часто гастролировали вместе, и даже записали «Woman Be Wise» дуэтом. Также в 1966 году Сиппи Уоллес исполнила пять песен на альбоме Луи Армстронга Louis Armstrong and the Blues Singers.
В 1970 году вместе с Викторией Спайвей они записали альбом блюзовых стандартов. В 1982 году певица выпустила альбом Sippie на крупном лейбле Atlantic, который был в 1983 году номинирован на Грэмми и стал лауреатом Blues Music Award.
В 1960—1980 певица много гастролировала, в том числе в Европе, выступала на фестивалях, включая такие именитые, как Newport Folk Festival, American Folk Blues Festival,  Chicago Blues Festival, Ann Arbor Blues Festival. В 1982 году она выступала вместе с Би Би Кингом на джазовом фестивале в Монтрё.
В марте 1986 года во время концерта в ходе фестиваля в Бургхаузене, Германия, у певицы случился тяжёлый инсульт и она была госпитализирована. Умерла в Детройте в день своего 88-летия, похоронена на Trinity Cemetery
В 1986 году Rhapsody Films выпустила документальный фильм Sippie Wallace: Blues Singer and Song Writer, где певицу можно увидеть на концертных кадрах, в ходе интервью и услышать редкие архивные записи
Включена в Зал славы женщин Мичигана (1993), и в Техасский музыкальный зал славы Института культуры Хьюстон.
«Специализацией Уоллес был „шаут“, предшественник современного блюза, в котором певица часто повторяет две строки песни и импровизирует третью. Уоллес, которая часто пела без микрофона, находилась под влиянием великой блюзовой певицы Ма Рейни, но при этом выработала свой собственный стиль. В своих ранних работах она пыталась дать вокальную основательность, похожую на ту, что была у Ма Рейни, но позже она пела в манере, которая лучше подходила для её более лёгкого, красивого голоса. Уоллес сочинила большинство своих собственных песен, мелодии которых отличаются изяществом и достоинством» 
Пол Оливер в Jazz on Record назвал Уоллес «одной из главных певиц типичного классического блюза…Обладая мягким и мелодичным голосом, она обладала теми оттенками и интонациями в своем пении, которые отличают классического блюзового исполнителя»  

## Дискография

### LP
| Год  | Название                                                                             | Жанр  | Рекорд-лейбл |
| ---- | ------------------------------------------------------------------------------------ | ----- | ------------ |
| 1966 | Women Be Wise                                                                        | Blues | Alligator    |
| 1966 | Sings the Blues                                                                      | Blues | Storyville   |
| 1970 | Sippie Wallace and Victoria Spivey                                                   | Blues | Spivey       |
| 1982 | Sippie                                                                               | Blues | Atlantic     |
| 1995 | Complete Recorded Works in Chronological Order, vol. 1, 1923—1925; vol. 2, 1925—1945 | Blues | Document     |

### 78 RPM-синглы — Okeh Records
| 8106A | «Shorty George Blues»                  | 1923 |
| 8106B | «Up the Country Blues»                 | 1923 |
| 8144A | «Underworld Blues»                     | 1924 |
| 8144B | «Caldonia Blues»                       | 1924 |
| 8159A | «Can Anybody Take Sweet Mama’s Place?» | 1924 |
| 8159B | «Stranger’s Blues»                     | 1924 |
| 8168A | «Leaving Me, Daddy Is Hard to Do»      | 1924 |
| 8168B | «Mama’s Gone Goodbye»                  | 1924 |
| 8177A | «Wicked Monday Morning Blues»          | 1924 |
| 8177B | «Sud Busting Blues»                    | 1924 |
| 8190A | «He’s the Cause of Me Being Blue»      | 1924 |
| 8190B | «Let My Man Alone Blues»               | 1924 |
| 8197A | «Off and On Blues»                     | 1924 |
| 8197B | «I’m So Glad I’m Brownskin»            | 1924 |
| 8205A | «Morning Dove Blues»                   | 1925 |
| 8205B | «Every Dog Has His Day»                | 1925 |
| 8206A | «Walkin Talkin Blues»                  | 1924 |
| 8206B | «Devil Dance Blues»                    | 1925 |
| 8212A | «Baby I Can’t Use You No More»         | 1924 |
| 8212B | «Trouble Everywhere I Roam»            | 1924 |
| 8232A | «Section Hand Blues»                   | 1925 |
| 8232B | «Parlor Social Deluxe»                 | 1925 |
| 8243A | «Suitcase Blues»                       | 1925 |
| 8243B | «Murder’s Gonna Be My Crime»           | 1925 |
| 8251A | «The Man I Love»                       | 1925 |
| 8251B | «I’m Sorry for It Now»                 | 1925 |
| 8276A | «Advice Blues»                         | 1925 |
| 8276B | «Being Down Don’t Worry Me»            | 1925 |
| 8288A | «I’m Leaving You»                      | 1925 |
| 8288B | «I’ve Stopped My Man»                  | 1924 |
| 8301A | «A Man for Every Day of the Week»      | 1926 |
| 8301B | «Jealous Woman Like Me»                | 1926 |
| 8328A | «Special Delivery Blues»               | 1926 |
| 8328B | «Jack of Diamond Blues»                | 1926 |
| 8345A | «Mail Train Blues»                     | 1926 |
| 8345B | «I Feel Good»                          | 1926 |
| 8381A | «I Must Have It»                       | 1925 |
| 8381B | «Kitchen Blues»                        | 1926 |
| 8439A | «I’m a Mighty Tight Woman»             | 1926 |
| 8439B | «Bedroom Blues»                        | 1926 |
| 8470  | «The Flood Blues»                      | 1927 |
| 8470  | «Lazy Man Blues»                       | 1927 |
| 8499  | «Have You Ever Been Down»              | 1927 |
| 8499  | «Dead Drunk Blues»                     | 1927 |